# Samuel Bénétreau
Samuel Bénétreau, né le 24 septembre 1926 à Matha et mort le 28 mai 2018 à L'Haÿ-les-Roses, est un bibliste français, théologien évangélique et pasteur évangélique de l'Union des Églises évangéliques libres. Spécialiste de l'exégèse biblique, professeur de Nouveau Testament à la Faculté libre de théologie évangélique de Vaux-sur-Seine pendant près de 30 ans, il est connu pour ses commentaires de la Bible.

## Biographie
Après sa licence et son DES de lettres classiques aux universités de Bordeaux et d'Aix-en-Provence, il a obtenu un diplôme de premier cycle en divinité au Gordon–Conwell Theological Seminary (en) de Boston. Il obtient ensuite son doctorat d’enseignement en théologie de la Faculté de théologie protestante de Paris en 1978.
Pasteur de l'Union des Églises évangéliques libres (UEEL) de France, Samuel Bénétreau exerce son ministère à Bordeaux puis à Paris. Il fait partie de la commission synodale de l'UEEL de 1961 à 1983. Il est l'un des fondateurs de la Faculté libre de théologie évangélique de Vaux-sur-Seine, en 1965, et il y est professeur de Nouveau Testament jusqu'en 1994. Il est membre de l'ACFEB.
Il a consacré plusieurs ouvrages à l'Épître aux Romains, aux Épîtres pastorales, à la Première et à la Deuxième épître de Pierre, à l'Épître de Jude et à l'Épître aux Hébreux, dans la collection du « Commentaire évangélique de la Bible » (CEB).

## Publications

### Ouvrages
- L'Épître aux Hébreux, 2 vol., CEB, Édifac, 1989  (ISBN 2-904407-09-X) et 1990 (2-904407-11-6)
- La Première Épître de Pierre, CEB, Vaux-sur-Seine, Edifac, 1984, 1992
- La Deuxième Épître de Pierre et l'Épître de Jude, CEB, Vaux-sur-Seine, Edifac, 1994
- L'Épître de Paul aux Romains, CEB, Vaux-sur-Seine, Edifac, 1996, 1997, 2 t.
- Les Prières de Jésus : l’unique et l’inimitable, Théologie biblique, Vaux-sur-Seine, Edifac, 2000 et 2009
- Bonheur des hommes, bonheur de Dieu : spécificité et paradoxe de la joie chrétienne, Terre nouvelle, Vaux-sur-Seine, Edifac, 2001
- La Prière par l’Esprit, Théologie biblique, Vaux-sur-Seine, Edifac, 2004
- Les Épîtres pastorales : 1 et 2 Timothée, Tite, CEB, Vaux-sur-Seine, Edifac, 2008
- Qui a fondé le christianisme : Jésus ou Paul ?, Éclairages 03, Vaux-sur-Seine, Edifac, 2012
- Le Corps : handicap ou chance pour la vie spirituelle ?, Éclairages 06, Vaux-sur-Seine, Edifac, 2014

### Articles
- « "Ces plus petits de mes frères". Étude de Matthieu 25,31 à 46 », Ichthus 8, 1970, p. 21-27.
- « Jésus. Les sources », in : Jésus le même hier, aujourd’hui et toujours, n° spécial, Ichthus 29/30, 1973, p. 2-8.
- « Le Nouveau Testament à Qumrân ? », Ichthus 38, 1973, p. 11-12, 21.
- « Paul dans l’unité du Nouveau Testament », Ichthus 1981/2, p. 36-41.
- « Le grand intérêt d’une petite lettre » (sur 1 Pierre), Ichthus 130, 1985/3, p. 20.
- « La foi d'Abel. Hébreux 11,4 », ETR (Études théologiques et religieuses) 54e, 1979, p. 623-630.
- « Vendredi saint et Pâques », ETR 63e, 1988, p. 53-60.
- « Le Repos du pèlerin (Hébreux 3,7-4,11) », ETR 78e, 2, 2003, p. 203-223.
- « La richesse selon 1 Timothée 6,6-10 et 6,17-19 », ETR 83e, 1, 2008, p. 49-60.
- « Permanence de la symbolique familiale en Romains 8, 18-30 », ETR, 87e, 2, 2012, p. 199-211.
- « Le symbolisme dans l'Épître aux Hébreux. Images et métaphores », ETR 90e, 2, 2015, p. 145-163.

## Hommage
- Festschrift en hommage à Samuel Bénétreau à l’occasion de ses 70 ans, François Bassin, éd., Esprit et vie, Cléon d’Andran, Excelsis, 1997, 192 p.